# Sclerogastraceae
Sclerogastraceae Locq. – rodzina grzybów znajdująca się w rzędzie borowikowców (Boletales). Jest to takson monotypowy, do którego należy rodzaj Sclerogaster Hesse.

## Systematyka i nazewnictwo
Pozycja w klasyfikacji według Index Fungorum: Sclerogastraceae, Boletales, Agaricomycetidae, Agaricomycetes, Agaricomycotina, Basidiomycota, Fungi.
Polska nazwa – piestrownik, nadana przez Władysława Wojewodę w 2003 r. W Polsce występuje jeden gatunek.

## Gatunki
- Sclerogaster candidus (Tul.) Zeller & C.W. Dodge 1935
- Sclerogaster columellatus (Zeller) Fogel 1990
- Sclerogaster compactus (Tul. & C. Tul.) Sacc. 1895
- Sclerogaster gastrosporioides Pilát & Svrček 1955
- Sclerogaster hysterangioides (Tul. & C. Tul.) Zeller & C.W. Dodge 1935 – piestrownik białobrązowy
- Sclerogaster lanatus R. Hesse 1891
- Sclerogaster liospermus (Tul. & C. Tul.) Soehner 1924
- Sclerogaster luteocarneus (Bres.) Zeller & C.W. Dodge 1935
- Sclerogaster minor Coker & Couch 1928
- Sclerogaster pacificus Zeller & C.W. Dodge 1935
- Sclerogaster salisburiensis Verwoerd 1926
- Sclerogaster siculus Zeller & C.W. Dodge 1935
- Sclerogaster xerophilus Fogel 1977

Wykaz gatunków i nazwy naukowe na podstawie Index Fungorum. Nazwy polskie według Władysława Wojewody.